# Heveningham
Heveningham is een plaats en civil parish in het bestuurlijke gebied Suffolk Coastal, in het Engelse graafschap Suffolk met 120 inwoners.